# Nguyễn Ngọc Kiều Khanh
Nguyễn Ngọc Kiều Khanh sinh năm 1992, (có thông tin là sinh năm 1991 ) là Việt kiều Đức. Cô đoạt danh hiệu Hoa hậu người Việt tại châu Âu năm 2009 và là Á hậu 1 của cuộc thi Hoa hậu Thế giới người Việt 2010. Cô là đại diện của Việt Nam tham gia cuộc thi Hoa hậu Thế giới 2010 tổ chức tại Tam Á, Trung Quốc.
Á hậu 1 cuộc thi Hoa hậu thế giới người Việt 2010 Nguyễn Ngọc Kiều Khanh được Elite Việt Nam lựa chọn dự thi Hoa hậu thế giới 2010 thay vì những Hoa hậu đăng quang trong hai cuộc thi cùng năm là Đặng Thị Ngọc Hân và Lưu Thị Diễm Hương. Đại diện công ty này cũng đặt niềm tin Kiều Khanh sẽ đứng đầu khối châu Á, dù nhiều người băn khoăn và nghi ngờ khả năng làm nên chuyện của Kiều Khanh. Kết quả chung cuộc, Kiều Khanh lần lượt thất bại khi không lọt vào bất kỳ top nào của các phần thi phụ và cuối cùng ra về tay trắng khi Top 25 người đẹp nhất không có tên cô.